# 森下真衣
森下 真衣（もりした まい）は、日本のシステム技術者、テクニカルライター。学位は学士（経営情報学）（静岡県立大学・2008年）。森下・アジャイル研究所所長、株式会社情報システム総研所属。

## 来歴
静岡県にて生まれた。静岡県立大学に入学し、2008年に経営情報学部の経営情報学科を卒業した。
静岡県立大学を卒業後、システムインテグレータであるエス・エフ・アイ社に1年在籍した後、情報システム総研に入社した。同社にて、モデル駆動開発と呼称されるアジャイルソフトウェア開発に携わる。それらの経験を基に、日経BPが運営する「ITpro」にて『森下・アジャイル研究所』と題した連載コラムを執筆するなど、テクニカルライターとしても活躍する。
これらの連載により、日本のアジャイル界では名を知られるようになり、「Agile Japan」ではパネラーとして出席するなど、広く活動している。

## 賞歴
- 2008年 - 総務省u-Japan大賞地域活性化部門賞。

## 著作

### 論文
- 鈴木直義・森下真衣・湯瀬裕昭ほか「ソフトウエア開発教育と地域情報化」『情報処理学会研究報告』コンピュータと教育（CE），2006巻130号，情報処理学会，2006年12月9日、9-16頁。ISSN 0919-6072
- 鈴木直義・酒井美那・渋沢良太ほか「リモート・インストラクションによるフィジカル・アセスメントの実習訓練の試みII」『情報処理学会研究報告』コンピュータと教育（CE），2007巻25号、情報処理学会，2007年3月14日，91-98頁。ISSN 0919-6072
- 鈴木直義・田辺翔子・渋沢良太ほか「プロジェクト指向教育への学生の視点からの評価の試み」『情報処理学会研究報告』情報システムと社会環境（IS），2007巻25号，情報処理学会，2007年3月14日、99-106頁。ISSN 0919-6072

### 連載
- 『森下・アジャイル研究所』日経BP。

## 出演

### インターネットテレビ
- 『森下・アジャイル研究所LIVE - ウェイバックマシン（2010年9月28日アーカイブ分）』ユーストリーム。

## 関連人物
「美人すぎる○○」「かわいすぎる○○」と呼称された人物
- 小正裕佳子 - 美人すぎるNHKアナ
- 竹村真琴 - 美人すぎる女子ゴルファー
- 豊田麻衣 - 美人すぎるリポーター
- 藤川優里 - 美人すぎる市議
- 大向美咲 - かわいすぎる海女